# René Dahinden
René Dahinden (22 de agosto de 1930 - 18 de abril de 2001) fue un famoso zoólogo cuyas investigaciones se centraron en Bigfoot. Dahinden se fue a Suiza y posteriormente a Canadá en 1953, donde viviría el resto de su vida.
Empezó a interesarse en el fenómeno de Bigfoot poco después llegar a Canadá, y durante las siguientes décadas condujo muchas investigaciones y entrevistas.
Dahinden fue un apoyo importante para la polémica película de Patterson-Gimlin, rodada en 1967 que supuestamente proporciona la evidencia fotográfica de Bigfoot.
También escribió el libro, Sasquatch, que fue publicado en 1973. El carácter canadiense francés de la Bigfoot-caza de David Suchet en 1987 la película Harry y los Hendersons se basa en Dahinden. Durante un año, Dahinden fue imagen de la cerveza de Kokanee, y apareció en anuncios en Canadá.
Dahinden murió por cáncer de próstata, a las 20.40 (hora del Pacífico), el 18 de abril de 2001, en Columbia Británica.

## Algunas publicaciones
- don Hunter, rené Dahinden. 1993. Sasquatch/Bigfoot: The Search for North America's Incredible Creature. A Firefly book. Ed. revisada, ilustrada, de Firefly Books, 205 pp. ISBN 1895565286

- -----------------, --------------------. 1975. Sasquatch. A Signet Book. Reimpreso por New American Library, 202 pp.